# Кысурья
Кысурья — река в России, протекает в Пермском крае.

## Описание
Протекает в Чердынском районе Пермского края. Течёт преимущественно в северном и северо-западном направлениях. Устье реки находится в 402 км по левому берегу реки Колва. Длина реки составляет 13 км. Населённых пунктов на реке нет.

## Данные водного реестра
По данным государственного водного реестра России относится к Камскому бассейновому округу, водохозяйственный участок реки — Кама от водомерного поста у села Бондюг до города Березники, речной подбассейн реки — бассейны притоков Камы до впадения Белой. Речной бассейн реки — Кама.
По данным геоинформационной системы водохозяйственного районирования территории РФ, подготовленной Федеральным агентством водных ресурсов:
- Код водного объекта в государственном водном реестре — 10010100212111100005546
- Код по гидрологической изученности (ГИ) — 111100554
- Код бассейна — 10.01.01.002
- Номер тома по ГИ — 11
- Выпуск по ГИ — 1